# ウィキレーシング
ウィキレーシング（Wikiracing）はオンライン百科事典であるウィキペディアを用いたゲームで、リンクをまたいであるページから別のページへ移動することに焦点を置いたもの。多くのバリエーションと名称があり、The Wikipedia Game、Wikipedia Maze、Wikispeedia、Wikiwars、Wikipedia Ball、Litner Ballなどと呼ばれている 。ウィキペディアの外部にあるサイトでゲームが作成されている。
シアトルタイムスはこのゲームは子供たちにとって良い教育的な暇つぶしであると奨励し 、 Larchmont Gazetteは「くつろぎのための読書に百科事典を読む若者は聞いたことがないが、多くの若者がWikipedia gameをプレイする中で百科事典を読んでいるとは聞いている」と書いている。
Amazing Wiki Raceという催しがTechOlympics とイェール大学のFreshman Olympicsで開かれている。
英語版ウィキペディアの「United Kingdom」の記事から任意の他の記事にリンクをたどっていたるまでの記事数は平均で3.67である。「United States」の項目を使わないなどのローカルルールを用いるとこのゲームの難易度は上がる。

## バリエーション
ウィキレーシングには2つのバリエーションがある。
1つ目はSpeed Wiki として知られているもので、参加者は制限時間の中で最終ページ（前もって決めておく）に着くまで競争をする。時間内に最も早く最終ページについた者が勝者である。
2つ目はClick Wiki と呼ばれるもので、参加者は最終ページに着くまでの最小クリック数を競うか、制限クリック数内での到達を競う。